# E/S Orcelle
E/S Orcelle — концепт экологически чистого морского транспортного судна, представленный компанией Wallenius Wilhelmsen в 2005 году. По задумке, корабль должен использовать только возобновляемые источники энергии — энергию солнца, ветра и волн, а его влияние на экосистему океана должно быть минимальным. Компания рассчитывает реализовать проект к 2025 году.

## Описание
E/S Orcelle представляет собой концепт грузового пентамарана, изготовленного из алюминия и полимерных материалов, имеющего длину 250 метров, ширину 50 метров и осадку 9 метров. Проектируемый корабль оснащён восемью грузовыми палубами, способными перевозить до 10000 автомобилей. Помимо основного корпуса, корабль имеет четыре дополнительных, постоянно погружённых под воду, которые оснащены плавниками и способны двигать судно за счёт энергии волн. Корабль планируется оснастить тремя парусными крыльями общей площадью 4200 м², 2400 м² которых покрыты солнечными батареями суммарной мощностью 2,5 МВт. Предполагается, что во время штиля паруса будут складываться горизонтально, чтобы генерировать максимальное количество энергии. Для того, чтобы корабль мог двигаться ночью, предусмотрен накопитель энергии — днём энергия солнечных батарей тратится на выделение водорода из морской воды, который в дальнейшем может быть использован для движения судна и питания системы вентиляции и освещения.
E/S Orcelle задумывается как полностью экологически чистое судно. Использование только возобновляемых источников энергии должно свести на нет загрязнение атмосферы и воды. Сравнительно низкий вес судна, по задумке, позволяет избавиться от балластной воды, которая нарушает экосистему океана и нарушает пищевые цепочки. Судно названо в честь вида дельфинов Orcaella brevistosus (фр. Orcelle), находящегося под угрозой вымирания, а аббревиатура E/S означает «экологически чистое судно» (англ. environmentally sound ship).

## История
Концепт корабля был впервые представлен шведско-норвежской компанией Wallenius Wilhelmsen на всемирной выставке ЭКСПО в Нагое в 2005 году. Производитель рассчитывает реализовать проект к 2025 году, а в случае неудачи сотрудники компании надеются на то, что отдельные элементы E/S Orcelle будут использованы в других кораблях.